# Episodi di 1992
La serie televisiva 1992, composta da 10 episodi, è stata trasmessa in prima visione assoluta in Italia da Sky Atlantic e Sky Cinema 1, canali a pagamento della piattaforma satellitare Sky, dal 24 marzo al 21 aprile 2015.
| n° | Episodi     | Prima TV       |
| -- | ----------- | -------------- |
| 1  | Episodio 1  | 24 marzo 2015  |
| 2  | Episodio 2  | 24 marzo 2015  |
| 3  | Episodio 3  | 31 marzo 2015  |
| 4  | Episodio 4  | 31 marzo 2015  |
| 5  | Episodio 5  | 7 aprile 2015  |
| 6  | Episodio 6  | 7 aprile 2015  |
| 7  | Episodio 7  | 14 aprile 2015 |
| 8  | Episodio 8  | 14 aprile 2015 |
| 9  | Episodio 9  | 21 aprile 2015 |
| 10 | Episodio 10 | 21 aprile 2015 |

## Episodio 1
- Diretto da: Giuseppe Gagliardi
- Scritto da: Alessandro Fabbri, Ludovica Rampoldi, Stefano Sardo

### Trama
Milano, 17 febbraio 1992: il giovane agente di polizia giudiziaria Luca Pastore è al primo giorno di lavoro, dopo essere stato trasferito all'ufficio della Procura. Qui conosce il collega Rocco Venturi e il magistrato Antonio Di Pietro, che sta organizzando un'operazione per arrestare Mario Chiesa. L'ingegner Chiesa, appartenente al PSI e direttore del Pio Albergo Trivulzio, la sera stessa viene colto in flagrante mentre incassa una tangente. Il magistrato avrebbe intenzione di processarlo con rito direttissimo e chiederne la condanna, ma dietro a questa mossa c'è un disegno più grande, che Luca intuisce: il sostituto procuratore vuole smascherare il sistema di corruzione che coinvolge la politica e le alte sfere dell'imprenditoria italiana, arrivando ai "pesci grossi" della classe dirigente.
Leonardo Notte, bolognese, è invece un pubblicitario di successo che lavora per Publitalia '80, la società gestita da Marcello Dell'Utri, incaricata di raccogliere la pubblicità per il gruppo Fininvest. Leonardo è in lizza per diventarne il vicepresidente, ma deve vedersela con Corradi, collega per il quale nutre una forte antipatia. La figlia di Leonardo, Viola, si presenta improvvisamente a casa sua, scombussolando la sua routine, fatta di donne ed eccessi. Notte fa presente alla madre di lei l'intenzione di non voler tenere con sé la figlia; Viola, al contrario, vorrebbe passare più tempo con un padre, che l'ha sempre trascurata.
Pietro Bosco, militare che ha combattuto la guerra del Golfo, fa il suo ritorno a Milano; ad accoglierlo c'è il padre, con cui traspare sin dalle prime scene un rapporto complicato. Una sera, Pietro avvicina in un locale un'avvenente ragazza, che lo snobba in maniera decisa: si tratta di Veronica Castello, un'emergente soubrette disposta a tutto per approdare nel mondo della televisione. La giovane è l'amante di Michele Mainaghi, un potente imprenditore locale legato agli ambienti della politica; Mainaghi le promette di farle ottenere un provino per la trasmissione televisiva Domenica in, prima di lasciarla e rientrare a casa dalla sua famiglia. Chi è a caccia di vendetta proprio su Mainaghi è, in realtà, Luca Pastore. Il giovane poliziotto, infatti, ha contratto l'AIDS in seguito ad una trasfusione con sangue infetto, con sacche fornite da una delle società dell'imprenditore meneghino; conscio di non poter dimostrare la sua colpevolezza in quell'ambito, ha deciso di incastrarlo nell'ambito dell'indagine che ha portato all'arresto di Chiesa (in affari, appunto, con Mainaghi). Per ottenere prove concrete, Luca seduce Beatrice "Bibi", la figlia ribelle di Mainaghi, introducendosi in casa dell'imprenditore.
Pietro, nel frattempo, salva un uomo da un'aggressione di due criminali albanesi. La vittima è Gianni Bortolotti, un militante della Lega Nord; i leader del partito vorrebbero cavalcare l'onda e inserirlo nella lista per le elezioni della Camera dei deputati. L'ex militare, però, è di tutt'altro parere e declina l'invito.
Bibi, desiderosa di rincontrare Luca, lo tempesta di chiamate, senza ottenere risposta. Il padre di lei, intanto, comunica a Veronica l'imminente provino per Domenica In. Pietro, guardando la televisione, s'imbatte casualmente nella ragazza, che lavora come soubrette in una trasmissione in onda su di una TV privata locale; così, deciso a rilanciarsi agli occhi della giovane, si convince ad accettare la proposta di Bortolotti e scendere in politica.
22 marzo. Marcello Dell'Utri, intanto, nonostante stimi molto Leonardo Notte, gli nega il posto da vicepresidente cui il pubblicitario bolognese tanto ambiva; ha, infatti, in serbo per lui un diverso ruolo. Gli chiede, perciò, di guidare la classe politico-dirigenziale italiana fuori dalla tempesta che si sta per abbattere su essa con le indagini di Antonio Di Pietro.
- Ascolti Italia: telespettatori 723 070[1]

## Episodio 2
- Diretto da: Giuseppe Gagliardi
- Scritto da: Alessandro Fabbri, Ludovica Rampoldi, Stefano Sardo

### Trama
23 marzo. Dopo un periodo di detenzione in carcere, Mario Chiesa si decide a parlare, consegnando a Di Pietro i nomi di 9 imprenditori considerati i corruttori degli esponenti dei principali partiti politici: tra questi c'è anche Mainaghi. Leo Notte, intanto, viene incaricato da Dell'Utri di andare a Roma, accompagnando l'onorevole Enrico Lodato della Democrazia Cristiana, per individuare possibili volti nuovi della politica. Notte, perciò, lascia la figlia Viola a Bologna, dove la ragazza vive con la madre e lo zio, affetto da cancro e in fase terminale: l'uomo, che ben conosce Leonardo, lo rassicura, confidandogli che il segreto che i due condividono morirà con lui.
Le elezioni sono sempre più vicine e Pietro tenta disperatamente di studiare il programma politico della Lega Nord, nell'eventualità, sempre più concreta, di intervenire a un comizio. Recatosi in sezione per riferire a Bortolotti delle sue difficoltà, scopre, però, che qualcuno ha denunciato sui giornali un fatto che lo riguarda, risalente al periodo della Guerra del Golfo: Pietro è stato allontanato con disonore dall'Esercito Italiano. Il partito, pur non volendolo sfiduciare, ha deciso di presentarlo in fondo alla lista dei candidati: Pietro, perciò, comprende che difficilmente riuscirà a esser eletto.
Giunto in Procura, Luca scopre che Di Pietro ha convocato i 9 imprenditori in un'unica stanza, per farli interrogare simultaneamente, sottoponendoli alle stesse domande, in modo da scongiurare versioni concordate. Pastore, incaricato di ascoltare Mainaghi, s'innervosisce e sbotta, spifferando che l'indagine è volta a incastrare nientemeno che Bettino Craxi, leader dei Socialisti.
Leonardo rientra piuttosto deluso dal viaggio di lavoro a Roma e scopre pure che la figlia è tornata da lui, a Milano. Recatosi alla sua scuola media, è costretto dalla zelante professoressa a improvvisare una lezione a tema libero. Leonardo, allora, decide di compiere una sommaria indagine di mercato, chiedendo ai componenti della classe di elencare dieci personaggi pubblici preferiti; una volta a casa, Leonardo scopre con sorpresa che il preferito è nettamente Silvio Berlusconi, decidendo di allargare l'indagine ad altri soggetti della stessa fascia d'età.
Veronica, intanto, nonostante sia stata presa a Domenica in, teme che, se la posizione di Mainaghi dovesse complicarsi, potrebbe perdere l'impiego da così tanto tempo desiderato. L'imprenditore la rassicura, ma non sa che Luca, deciso a trovare prove per incastrarlo, sta lavorando a un nuovo piano: il poliziotto, con metodi tutt'altro che legali, riesce a ottenere documenti che riguardano il coinvolgimento di Mainaghi nei fatti oggetto d'inchiesta. I documenti arrivano anonimamente a Di Pietro, che allora spicca 9 mandati di arresto, con l'accusa di corruzione, nei confronti degli imprenditori sentiti giorni prima; è lo stesso Luca Pastore a presentarsi alla villa di Mainaghi per portarlo in Procura. Qui, il poliziotto incontra per la seconda volta Bibi, che unisce mentalmente i pezzi del puzzle e capisce di esser stata ingannata. Veronica Castello apprende la notizia dai giornali e si dispera, pensando alle possibili ripercussioni sulla sua carriera lavorativa.
Arriva la sera del comizio del "Carroccio" e Pietro, benché frustrato dall'ennesimo fallimento della sua vita, riesce a salire sul palco, prendendo la parola dopo l'intervento del leader, Umberto Bossi: con un rapido ma incisivo messaggio, Bosco ottiene l'acclamazione della folla, convincendo i vertici del partito a ripristinare la sua iniziale posizione nella lista. Le elezioni del 5 aprile sono un successo per la Lega; anche Pietro Bosco e Gianni Bortolotti ottengono uno scranno in parlamento. L'ex militare, in partenza per Roma, rinfaccia la notizia al padre. Si scopre, così, che era stato proprio lui ad aver informato il giornale, per non perdere un altro figlio. Bosco, allora, prima di andar via, si ferma al cimitero, per un brindisi di fronte alla tomba del defunto fratello Milo.
Leonardo, tornato a casa, si accorge di aver ricevuto una lettera: è la foto di una ragazza morta; a essa è allegato un messaggio che gli fa gelare il sangue: "So cosa le hai fatto, assassino".
- Ascolti Italia: telespettatori 617 051[1]

## Episodio 3
- Diretto da: Giuseppe Gagliardi
- Scritto da: Alessandro Fabbri, Ludovica Rampoldi, Stefano Sardo

### Trama
23 aprile. Gli imprenditori finiti in manette forniscono agli inquirenti i nomi di politici corrotti, ottenendo la scarcerazione; tutti tranne Mainaghi, che resta in prigione, deciso a non rivelare al procuratore alcuna informazione. Comincia, intanto, a formarsi il pool di Mani pulite, con l'ingresso nella squadra inquirente del sostituto procuratore Gherardo Colombo.
Leo Notte, intanto, cerca di rintracciare il cognato Fabrizio, ma scopre che l'uomo non è più in grado di parlare, né aiutarlo a capire il perché il segreto che nasconde sia venuto fuori. Ancora sconvolto dalla lettera ricevuta, riceve una telefonata: una voce distorta lo ricatta, chiedendogli 100 milioni di lire, informandolo di essere a conoscenza della morte di Bianca (la ragazza della foto) e di avere con sé la siringa con la quale ha trovato la morte, sulla quale vi sono proprio le sue impronte digitali.
15 maggio. È il giorno dell'insediamento delle Camere e, per il neoeletto Pietro Bosco, cominciano le prime difficoltà a familiarizzare con i complicati meccanismi della politica; i suoi stessi colleghi finiscono in breve tempo per considerarlo inadeguato.
Veronica, non godendo più dell'autorevole protezione di Mainaghi, perde il lavoro in televisione. Durante una visita in carcere, Mainaghi le chiede a malincuore di lasciare l'appartamento di sua proprietà che le ha affidato, e ciò per evitare che le indagini portino alla luce la loro relazione. Veronica, allora, si presenta a casa di Leo Notte, chiedendogli di poter restare temporaneamente. Col passare del tempo, però, la ragazza, genuinamente attratta dal pubblicitario, sembra maturare il desiderio di cambiar vita e stabilire una relazione duratura con lui.
Mani Pulite, intanto, sta ottenendo un'enorme risonanza mediatica; Antonio Di Pietro, però, non riesce a darsi pace. Il magistrato è convinto che al vertice della piramide di corrotti e corruttori ci sia, appunto, Bettino Craxi, ma non ha alcun elemento a favore di tale tesi. Di Pietro, allora, chiede consiglio al collega Giovanni Falcone, che gli suggerisce di concentrarsi sui conti aperti in Svizzera dalle società invischiate nella vicenda; in particolare, per eludere la normativa elvetica sul segreto bancario, gli consiglia di realizzare degli interventi più mirati e circoscritti, chiedendo, cioè, conto alle banche svizzere dei movimenti realizzati su quei conti in alcuni precisi periodi di tempo.
Veronica fa intendere a Leonardo il suo desiderio di cambiar vita assieme a lui; Leo, però, che non ha alcuna voglia di farlo, la introduce a un anziano produttore cinematografico, tal Sergio Lucidi. Mainaghi, intanto, convinto dal suo avvocato, decide di collaborare con Di Pietro: a cambio dei domiciliari, l'imprenditore meneghino fornisce ai magistrati il nome di Silvano Larini, considerato il cassiere di Craxi. Una volta fuori dal carcere, trova ad aspettarlo la sua Veronica.
È il 23 maggio. Mentre Di Pietro e i suoi assistono inorriditi alle immagini della Strage di Capaci, in cui perdono la vita il giudice Falcone, sua moglie e gli uomini della sua scorta, il Procuratore Francesco Saverio Borrelli annuncia l'istituzione di un pool anti corruzione, includendo nella nuova squadra anche il sostituto procuratore Piercamillo Davigo.
Leonardo, intanto, si accorda telefonicamente col suo ricattatore; seguendo le istruzioni ricevute dalla misteriosa voce, lascia i soldi in un cassonetto dell'immondizia alla Stazione di Milano Centrale. Notte, tuttavia, si fa accompagnare da Matteo, uno spregiudicato vicino di casa, per cercare di capire chi si nasconde al di là della cornetta. È così che scopre la sua identità: l'uomo misterioso è l'agente Rocco Venturi.
- Ascolti Italia: telespettatori 545 000[2]

## Episodio 4
- Diretto da: Giuseppe Gagliardi
- Scritto da: Alessandro Fabbri, Ludovica Rampoldi, Stefano Sardo

### Trama
25 maggio. Alla successiva telefonata di Rocco, Leo scopre le carte, provando a intimidire il giovane agente. Recatosi in ufficio, scopre poi che Dell'Utri ha trasferito nel suo studio un gruppo di esperti: il team lavorerà a individuare un nuovo leader politico, capace di trascinare l'Italia fuori dalla crisi istituzionale.
Il deputato Pietro Bosco è stato inserito dai suoi colleghi nella Commissione parlamentare per la Cultura. Bosco, sempre più pesce fuor d'acqua, conosce casualmente il napoletano Gaetano Nobile, navigato parlamentare democristiano che abita nel suo stesso palazzo. Questi confida a Pietro che la "Commissione Cultura" è un contentino di poca importanza; si offre, così, di aiutarlo a capire i segreti della politica italiana.
Dopo esser stato nuovamente sentito dal pool, Mainaghi viene riaccompagnato agli arresti domiciliari dall'agente Luca Pastore. Durante il viaggio, Luca scopre le sue carte, rivelando all'imprenditore di essersi ammalato di AIDS per colpa delle sue azioni. L'imprenditore non abbocca e, addirittura, la sera stessa, decide di infrangere le sue restrizioni, uscendo di casa e passando la notte in compagnia di Veronica.
Tra i membri del team di Leonardo Notte, ci sono due esponenti di DC e PSI, Lodato e Savoldi; stando ai loro sondaggi, l'ex democristiano Mariotto Segni potrebbe essere l'uomo che stanno cercando per guidare una nuova forza di coalizione moderata che prenda il potere nel Paese. Leonardo, invece, propone a Dell’Utri il nome di Silvio Berlusconi, forte dei risultati ottenuti nei sondaggi tra i giovani fino ai 18 anni (che Notte, appunto, considera gli elettori del futuro). Dell'Utri, però, non avalla l'ipotesi e conferma il suo gradimento per Segni, dando il via libera a Lodato e Savoldi di organizzare un incontro col politico sardo. Sul fronte personale, non va meglio a Notte: raggiunto in ufficio da Venturi, scopre che l'agente conosce tutto del suo passato da attivista studentesco. Si scopre, così, che Leonardo ha beneficiato dell'aiuto del cognato Fabrizio per uscire da una non meglio precisata brutta situazione e ha radicalmente cambiato vita. Così, Venturi ricatta nuovamente il pubblicitario, ma non sa che Notte lo sta registrando.
Veronica, intanto, dopo aver passato la notte con Mainaghi, esce a far shopping per le vie della moda milanese, ma una volta rincasata, scopre inorridita che l'imprenditore si è impiccato. Disperata, la ragazza contatta la sorella Giulia, giornalista del Corriere della Sera, che la aiuta a uscire "pulita" dalla vicenda, grazie all'amicizia con Luca Pastore. Dopo il funerale di Mainaghi, l'agente è finalmente pronto a chiarirsi con Bibi, che però non gli perdona la morte del padre.
Le indagini proseguono: in Procura, Di Pietro riceve la testimonianza dell'onorevole Renato Amorese. La posizione del politico si complica notevolmente, dopo che le autorità ottengono la confessione di un altro politico, Roberto Mongini; capendo di essere incastrato, Amorese si suicida, lasciando un messaggio al procuratore che, colpito, sembra riflettere sulle conseguenze a cui stanno portando le sue indagini.
Leonardo, intanto, violando le direttive di Dell'Utri, si presenta alla cena organizzata da Lodato e Savoldi per agganciare Segni. Notte offre al politico tre prostitute per suggellare l'accordo; indignato, Segni se ne va, ponendo fine alla trattativa. All'indomani, Dell'Utri esige delle spiegazioni, ma Leonardo Notte, per tutta risposta, si dimette. Libero da impegni lavorativi, Notte ha il tempo di inviare al suo ricattatore l'audio della conversazione avuta con lui; se le minacce non cesseranno, avverte, consegnerà l'audiocassetta a Di Pietro.
Pietro Bosco, dopo le prime lezioni dell'onorevole Nobile, riesce a ricattare Bortolotti, ottenendo un posto nella più prestigiosa Commissione parlamentare alla Difesa. Mentre Veronica, rimasta sola e senza più una casa, parte per una nuova destinazione, l'avvocato del suo amante convoca Bibi: a sorpresa, il padre ha deciso di lasciarle le quote di maggioranza della sua società, a scapito del fratello maggiore Zeno. Luca, invece, sempre più spossato per il lavoro e debilitato dall'avanzare della malattia, sviene sulle scale della Procura, finendo ricoverato in ospedale.
- Ascolti Italia: telespettatori 456 000[2]

## Episodio 5
- Diretto da: Giuseppe Gagliardi
- Scritto da: Alessandro Fabbri, Ludovica Rampoldi, Stefano Sardo

### Trama
Risvegliatosi in un letto d'ospedale, Luca ritrova Rocco, il quale gli rivela di aver scoperto il suo segreto; garantendogli di non parlare ad alcuno della sua malattia, gli confida di avere costantemente problemi di soldi, essendosi infilato in un pericoloso giro di scommesse. Così, Luca, convinto dalla sincerità del collega, gli rivela tutti i dettagli sulla sua salute. Il giovane agente, poi, viene informato da una dottoressa che le sue condizioni potrebbero essere peggiorate; Pastore pare, dunque, rassegnato ad una fine imminente.
La scena si sposta a Roma. Veronica s'incontra qui con il produttore cinematografico Sergio Lucidi: costui le promette una parte nel nuovo film diretto dal regista Gabriele Salvatores, fresco di Premio Oscar, in cambio, ovviamente, di prestazioni sessuali. Pietro Bosco, dopo aver partecipato alla prima seduta della Commissione Difesa, s'imbatte in un vecchio commilitone, Massimo Lorenzon, il quale gli comunica di essersi ammalato di tumore al sangue, così come molti altri militari; il sospetto dell'uomo è che la causa della malattia sia l'uranio impoverito presente nelle munizioni utilizzate dall'esercito. Bosco promette di far luce sulla questione.
Leonardo, intanto, nuovamente sul mercato, festeggia la buona riuscita di un affare in discoteca: qui il pubblicitario vede che un buttafuori se la sta prendendo con Bibi, sorpresa a sniffare eroina nei bagni. Riconosciuta la ragazza come la sorella di Zeno, cerca inutilmente di difenderla, finendo anch'egli allontanato malamente dal locale. Una volta fuori, la giovane va in overdose: Notte, in maniera rocambolesca, riesce a salvarle la vita e la riaccompagna a casa. Sconvolto per aver vissuto nuovamente un incubo simile a quello che era costato la vita a Bianca, contatta Rocco per sfogarsi con lui, essendo, in fin dei conti, l'unico a conoscere il suo segreto; poi, al termine della serata, ormai ubriaco, chiama Dell'Utri al telefono, lasciandogli in segreteria alcuni messaggi.
Pietro vorrebbe studiare a fondo la vicenda dell'uranio impoverito, ma l'onorevole Nobile glielo sconsiglia: sollevare un ulteriore polverone in un momento così delicato per la vita politica italiana corrisponderebbe a un suicidio politico. Bosco, così, rinuncia all'inchiesta parlamentare, provocando il disappunto dell'ex-commilitone.
Luca, convinto di essere vicino alla morte, si dimette, chiudendosi in casa e meditando il suicidio; un'inaspettata chiamata di Bibi (che ha, nel frattempo, accettato di onorare la volontà del padre, subentrandogli come presidente dell'azienda) lo fa desistere. Il giovane, così, ritira le analisi e scopre che i valori del sangue si sono normalizzati. Revocate le dimissioni, torna al lavoro in Procura, scoprendo, però, che qualcuno interno alla Procura sta mandando all'aria i piani di Di Pietro: una talpa ha fatto saltare l'arresto di Salvatore Ligresti, imprenditore e braccio destro di Bettino Craxi.
Pietro, intanto, durante una festa a casa di Gaetano, intravede Veronica in compagnia di Lucidi; avvicinando la showgirl, che lo riconosce solo in un secondo momento, Bosco le confida di essere diventato un deputato anche per "merito" suo. Le propone così di trasferirsi da lui. La ragazza, però, va via dalla festa col suo nuovo protettore, senza dargli una risposta. Quest'incontro dà nuova linfa al progetto di Pietro, che torna a trovare Massimo; pur convinto delle difficoltà, Bosco gli promette di aiutarlo sulla vicenda dell'uranio impoverito.
Bibi è ormai a capo dell'azienda di famiglia e Luca le chiede di aiutarlo a far luce sulle colpe del padre e del Ministero della Salute. La giovane sembra convinta, così tra i due sboccia la passione.
Veronica, nel frattempo, appreso del ruolo irrisorio che Sergio le ha procurato nel film di Salvatores, va su tutte le furie, lasciando il produttore e presentandosi a casa di Pietro, che, come promessole, la accoglie a braccia aperte e le promette di aiutarla ad ottenere un posto in TV.
Leonardo, invece, riceve a casa la visita di Dell'Utri, che gli fa presente di aver cambiato idea e gli propone di tornare in pista.
- Ascolti Italia: telespettatori 445 744[3]

## Episodio 6
- Diretto da: Giuseppe Gagliardi
- Scritto da: Alessandro Fabbri, Ludovica Rampoldi, Stefano Sardo

### Trama
15 luglio. Gli inquirenti arrestano Salvatore Ligresti, che, nell'interrogatorio di garanzia, si mostra reticente.
Dell'Utri, intanto, contattato telefonicamente dal manager di Fininvest Gianni Letta, decide di smantellare il team di Leonardo Notte: in azienda, non sono per nulla contenti che si vociferi di una possibile ascesa in politica del gruppo, tramite la candidatura di Silvio Berlusconi. Leonardo, però, non si arrende: sicuro che il Cavaliere non sia d'accordo con quanto imposto dai vertici aziendali, prova a incontrarlo in Sardegna, dove è in vacanza, come tutte le estati.
Siamo a Roma. Dopo aver portato in Commissione Difesa la questione dell'uranio impoverito, a Pietro Bosco si avvicina un ufficiale della Marina, Michele Maggioni, che lo invita a non proseguire nella sua campagna. Il giovane deputato, inoltre, paga a Veronica (che ormai vive con lui) uno stage molto costoso presso l'Actors Studio di Roma.
Luca, intanto, incontra Giulia Castello, proponendole un'intervista in esclusiva con Bibi, nella quale la ragazza denuncerà la vicenda del sangue infetto e tutte le colpe del padre. Bibi, però, nicchia: vuole rilasciare l'intervista solo una volta trovate delle prove che attestino le effettive responsabilità del padre.
Giunto in Sardegna con Viola, Leonardo trova l'aggancio per arrivare a Berlusconi: il suo vicino di casa è, infatti, Zeno Mainaghi. Veronica, intanto, dopo aver iniziato il corso di recitazione, ottiene un provino per uno spettacolo teatrale. La ragazza partecipa ad una festa assieme ai suoi compagni di stage, festa cui è invitato anche Pietro. Quest'ultimo, tuttavia, malmena un ragazzo, reo di aver apostrofato Veronica come una poco di buono. Colpita dal gesto dell'uomo, Veronica si concede a Pietro. La ragazza, tuttavia, scopre in un secondo momento di non essere stata presa per lo spettacolo. Pietro, però, è convinto di averla ormai conquistata, così, decide di portarla al mare.
Luca ha trovato i documenti che dimostrano le colpe di Mainaghi; Bibi, però, è stata contattata personalmente da mafiosi in affari col padre, affinché non divulghi le informazioni di cui è in possesso. 
È il 19 luglio e a Palermo nel frattempo viene assassinato assieme a cinque agenti di scorta anche il giudice Paolo Borsellino nella Strage di via D'Amelio.
28 luglio. Pietro, finalmente felice della sua vita, in spiaggia chiede a Veronica di sposarlo, ma la ragazza lo gela, facendogli capire di aver già fatto la sua parte, in un accordo che prevede che Pietro le trovi un lavoro nel mondo della televisione e lei si conceda a lui.
Bibi ha tagliato ogni ponte con Luca rendendosi irreperibile; al contempo, contattato l'avvocato di fiducia, organizza una conferenza stampa. La notizia lascia spiazzati l'agente Pastore e la sua amica giornalista, tanto più che, durante il rendez-vouz con i giornalisti, la ragazza si scaglia apertamente contro la magistratura, difendendo l'operato e la figura del padre defunto.
È il 30 luglio e Leonardo, in cambio di un motorino e una paghetta fissa, fa partecipare la figlia alla festa di compleanno di Barbara Berlusconi (di alcuni anni più piccola), organizzata nella villa dell'imprenditore: vinto l'iniziale timore, poi, si presenta al Cavaliere, deciso a parlargli.
- Ascolti Italia: telespettatori 434 403[3]

## Episodio 7
- Diretto da: Giuseppe Gagliardi
- Scritto da: Alessandro Fabbri, Ludovica Rampoldi, Stefano Sardo

### Trama
2 agosto. Leo è finalmente riuscito nel suo intento: riaperto, così, il cosiddetto "centro studi" di cui è a capo, è invitato a partecipare a una convention a Montecarlo, alla quale presenzieranno i leader di Publitalia e Fininvest. Sul piano personale, però, non va tutto così bene: Viola gli comunica che lo zio Fabrizio è morto e lei rientrerà presto dalla madre. La ragazzina è triste perché non vuol separarsi da Leo, il quale, a sua volta, vi si è molto affezionato.
A Roma, in Commissione Difesa, è il giorno della testimonianza di Massimo Lorenzon sulla questione dell'uranio impoverito: Pietro aspetta invano che l'amico si presenti a deporre, così la possibile inchiesta cade nel vuoto. Bosco scopre così dall'ufficiale Michele Maggioni che Lorenzon ha ritrattato, ottenendo un ricovero pagato in una prestigiosa clinica svizzera, specializzata nella cura dei tumori. Pietro è risoluto a incontrare l'ex-commilitone, ma deve anche vedersela con Veronica, che lo minaccia di non farsi più trovare al suo ritorno, in quanto, a suo dire, il deputato leghista non sta in alcun modo onorando il loro accordo. L'ex militare le fa presente di non aver alcuna intenzione di raccomandarla, così la ragazza decide di partire per Montecarlo con il vicedirettore di Publitalia '80, Lucio Corradi (che le ha promesso di farle conoscere Berlusconi e introdurla così nei canali TV della Fininvest, in cambio dei soliti favori sessuali).
Luca, su consiglio di Rocco, si mette in contatto con Zeno Mainaghi, per sfruttarne l'astio verso la sorella, deflagrato irrimediabilmente dopo l'apertura della successione del padre. L'agente propone a Zeno un patto: rientrare in possesso del denaro presente sul conto, in cambio della garanzia di restare fuori dalle successive incriminazioni e di poter ripartire come capo dell'azienda, una volta chiarita la questione in sede giudiziaria. Con Zeno dalla sua parte, si mette in viaggio alla volta di Ginevra.
Anche Pietro è diretto in Svizzera, precisamente a Venthône, dove incontra Massimo: Lorenzon ammette di non esser affatto certo che l'uranio sia la causa della sua malattia, rivelando di aver messo in piedi la storia per ottenere il risultato al quale è giunto. Pietro è infuriato con Massimo e lo pianta in asso; dopodiché, contatta Veronica, ma quando comprende che la ragazza è in partenza, crolla, ubriacandosi pesantemente. È Gaetano a trovarlo svenuto nell'ascensore del loro palazzo; dopo averlo rimesso in sesto, l'onorevole Nobile decide di aiutarlo ancora una volta. Attraverso un suo contatto, riesce a trovare un impiego televisivo di prestigio per Veronica.
Dopo un consulto con lo scaltro avvocato Arnaldi, Bibi comprende la necessità di spostare i fondi incriminati dal conto svizzero: i due, allora, si recano a Montecarlo per incontrare un potente finanziere olandese, Daniel De Boer. L'uomo, considerata l'intricata situazione in cui si trovano le aziende di Bibi, rifiuta, scatenando un'imprevista reazione di Bibi, che si desta dal suo torpore e lo costringe ad accettare. Quando Luca e Zeno arrivano a Ginevra, è già troppo tardi: il conto è vuoto.
Alla convention di Publitalia, un acclamato Silvio Berlusconi arringa i presenti sulla necessità che l'azienda continui il suo lavoro, facendo intuire un crescente interesse per le complesse vicende politiche del Paese. Durante la serata, Leo si accorge della presenza di Veronica: la ragazza gli confessa di essere rimasta delusa dal suo atteggiamento, ammettendo di essersi praticamente innamorata di lui. Anche Notte, però, ha qualcosa da dirle: la loro coppia non potrà mai funzionare, a causa della smania di arrivismo della giovane. In sala, è entrato anche Pietro: dovendo decidere se tornare da lui o seguire Corradi (che è in procinto di presentarle Berlusconi), la giovane sceglie di riabbracciare Bosco, dimostrando un interesse prima celato nei suoi confronti. Pietro, felice della scelta della showgirl, le comunica entusiasta di averle trovato un lavoro nella trasmissione Scommettiamo che...?, varietà di punta del sabato sera, in onda su Raiuno; i due sono ormai rappacificati.
Di Pietro, intanto, ha scoperto del viaggio a Ginevra di Luca e Zeno; messo alle strette, Pastore è costretto a spiegargliene il motivo. Il magistrato capisce che una tale situazione rischia di arrecare danno alle sue indagini e mette alla porta l'agente della polizia.
- Ascolti Italia: telespettatori 383 342[4]

## Episodio 8
- Diretto da: Giuseppe Gagliardi
- Scritto da: Alessandro Fabbri, Ludovica Rampoldi, Stefano Sardo

### Trama
23 settembre. Pietro e Veronica, ormai coppia felice, ricevono un invito in barca dall'onorevole Nobile. Qui, Bosco viene presentato a un amico armatore di Nobile, che ascolta con interesse la sua storia, compresi i fatti che gli sono costati l'ingiusto allontanamento con disonore dalle file della Marina Militare. Si scopre, così, il piano dell'onorevole Nobile: con la Lega Nord che ha votato a favore del taglio sugli armamenti dell'esercito, l'esperto politico democristiano chiede a Pietro Bosco di cambiare orientamento in Commissione Difesa, in nome del favore che gli deve. Pietro è disgustato e decide di andar via.
Leo, che ormai ha presenziato a numerose convention di Berlusconi, ha maturato la convinzione che il Cavaliere sia ormai deciso a scendere in campo a livello politico, nonostante Dell'Utri lo neghi. La sua tranquillità è turbata da una notizia: la figlia Viola è stata presa come nuova lolita nella trasmissione Non è la Rai. Marina, sua madre, accusa inoltre Leonardo di averla plagiata. A Leo tocca, dunque, sistemare la questione, parlando a quattr'occhi con la figlia.
Anche fuori dalla squadra inquirente, Pastore è più che mai deciso a proseguire le sue indagini. Così, incontra la nuova amministratrice del gruppo Mainaghi, Raffaella Grandi, e la mette al corrente della questione del sangue infetto. Mossa a compassione, la dirigente promette di collaborare.
Di Pietro è sempre più convinto che all'interno del pool anti-corruzione sia presente una talpa; così, fingendo di confidarsi con Colombo e Davigo, rivela alla presenza di Rocco Venturi di aver organizzato un incontro segreto con il Ministro di Grazia e Giustizia, Claudio Martelli, esponente di spicco del PSI. Nel fantomatico incontro, Di Pietro proporrà a Martelli di consegnargli Craxi, in cambio della Presidenza del Consiglio. Rocco abbocca e spiffera tutto a un suo contatto, ricevendo in cambio una lussuosa automobile.
29 settembre. Leonardo Notte, sempre più impegnato nella formazione di una coalizione di moderati, ha ottenuto il permesso da Dell'Utri di incontrare Marco Formentini, uomo di punta della Lega Nord; Fomentini, però, rifiuta l'idea di allearsi con chicchessia, a maggior ragione con Berlusconi. Dopodiché, per Leo, è tempo di risolvere un importante affare familiare: dissuadere Viola dalla partecipazione a Non è la Rai; tuttavia, capendo che la figlia tiene molto a quello che sta facendo, ritratta e la lascia partecipare al programma.
Luca si incontra con la dottoressa Grandi nella sede della società, ma la donna, anziché dargli informazioni come promessogli, lo introduce nello studio di Bibi. Qui, la ragazza mostra a Luca che la società Zenit (una controllata del gruppo Mainaghi) ha ricevuto le sacche di sangue infetto dalla Lemures, società con sede alle Barbados e non appartenente al gruppo. Addirittura, la società del padre ha intentato una causa giudiziaria contro tale società. Pastore, resosi conto dell'errore commesso, si reca a casa di Rocco, ma qui trova Di Pietro e gli agenti di polizia, intenti a perquisire l'appartamento. Luca apprende che Rocco ha passato numerosi documenti della Procura a dei suoi contatti e che, vistosi smascherato, si è dato alla fuga.
Pietro Bosco, deciso a non voler accontentare la richiesta di Gaetano Nobile, riceve l'uomo nel suo appartamento. Il suo mentore e vicino di casa lo ricatta, minacciando di far silurare Veronica. Pietro, allora, si convince, ed esprime il suo voto favorevole in Commissione; fatalità, quel voto risulta decisivo per approvare l'acquisto di armi, prodotte dall'armatore amico di Gaetano Nobile. Una volta a casa, Pietro riceve un orologio speditogli dall'imprenditore in persona, che in un messaggio lo ringrazia; Bosco, infuriato, distrugge il monile.
Luca si presenta in Procura per rilasciare delle dichiarazioni spontanee a Davigo, nell'ambito dell'indagine scattata ai danni di Rocco Venturi. Mentre il pool è al lavoro per incastrare Craxi e ha tra le mani Vincenzo Balzamo (tesoriere del PSI), Luca approfitta dello scompiglio per recarsi di nascosto in archivio. Una volta trovato il fascicolo della causa intentata dalla Zenit contro la Lemures, si rende conto di trovarsi di fronte a una finzione inscenata ad hoc da Michele Mainaghi. Pastore, allora, informa di ciò la dottoressa Grandi, che gli chiede di incontrarlo.
Leo, guardando la televisione, si compiace della presenza di Viola nel programma di Gianni Boncompagni. Una volta in ufficio, poi, ha un'illuminazione: comunica ai colleghi di aver capito che il futuro politico è rappresentato dalla tipologia di giovani manager che lavorano in Publitalia, e che è inutile continuare a vagliare profili dall'esterno.
Veronica, intanto, si prepara al debutto in televisione, ma scopre di essere incinta.
- Ascolti Italia: telespettatori 354 954[4]

## Episodio 9
- Diretto da: Giuseppe Gagliardi
- Scritto da: Alessandro Fabbri, Ludovica Rampoldi, Stefano Sardo

### Trama
15 ottobre. Leo propone ai suoi colleghi di realizzare delle video-interviste ai più importanti uomini di successo dell'azienda, convinto che questi possano rappresentare, in futuro, esponenti di un nuovo partito politico e "portatori di un sogno". Notte chiede il permesso a Dell'Utri (omettendo di rivelargli l'obiettivo finale di tali interviste), apprendendo che il capo ha messo a disposizione del "centro studi" un conto in banca miliardario.
Veronica è disperata all'idea di avere un figlio, proprio ora che la sua carriera televisiva stava per spiccare il volo. Il suo convivente Pietro, intanto, viene convocato in Parlamento da Bortolotti e Formentini. I due, che hanno scoperto l'accordo tra lui e Nobile, gli fanno presente come l'imprenditore Locetra, presentatogli dal politico democristiano, sia in realtà affiliato agli ambienti della Camorra. Una volta in disparte, Bortolotti rincara la dose e incolpa Pietro per la sua inaffidabilità, minacciandolo di non farlo più candidare nelle liste della Lega; Pietro, però, sa che Bortolotti è omosessuale e minaccia di rivelarlo a tutti.
Luca, recatosi nuovamente alla sede del gruppo Mainaghi per incontrare Raffaella Grandi, apprende che la stessa è in aspettativa e, quindi, non è reperibile. Pastore, allora, forzando la sicurezza, si introduce nell'ufficio di Bibi e qui, dopo aver finto di sedurla, appone una cimice sotto la sua scrivania, per registrare le sue conversazioni. Poco dopo, infatti, Luca ascolta un dialogo tra l'imprenditrice e Arnaldi: l'avvocato le sta comunicando che un parlamentare della Commissione Bilancio ha votato negativamente per l'acquisto di farmaci dell'azienda, bloccando il loro normale afflusso sul mercato. Si tratta di Gaetano Nobile; Arnaldi promette di fargliela pagare.
Leo, intanto, riceve a casa l'inaspettata visita di Rocco; braccato dagli inquirenti, Venturi gli chiede 800 milioni, suggerendogli di sottrarli dal conto messo a disposizione del "centro studi". Leo sa che per i prelevamenti superiori a 10 milioni di lire è necessaria la firma di Dell'Utri, ma, dinanzi ai ricatti di Venturi, non ha molta scelta; così, prenota un biglietto di sola andata per L'Avana e saluta per sempre Viola. Al lavoro, Leo è invitato dai suoi collaboratori a sottoporsi a un'intervista, essendo reputato uno degli uomini più brillanti dell'azienda. Prima, però, si reca in banca, dopo aver falsificato la firma di Dell'Utri, per ritirare i soldi dal conto. Incontratosi con Rocco in un luogo isolato, Leo chiede al poliziotto di consegnargli le prove del delitto di Bianca; dopodiché, consegna all'agente una valigia e subito dopo lo colpisce con una spranga. Tra i due, comincia una violenta colluttazione, che si conclude con la morte di Rocco; dopo aver occultato il cadavere dell'agente, Leo brucia le prove dell'omicidio, liberandosi, finalmente, dal suo passato.
Pietro, nel frattempo, cerca di convincere Veronica a tenere il bambino, promettendole che le cercherà un nuovo lavoro in televisione. I due riflettono su un possibile futuro assieme. Bosco, poi, incontra Gaetano Nobile, chiedendogli spiegazioni sul perché non lo avesse informato di Locetra. Nobile si scusa, proponendogli di entrare nel suo partito (la DC), potendogli garantire un posto in un futuro collegio alle elezioni e rivelando a Pietro di reputarlo ormai alla stregua di un figlio. Nobile, inoltre, informa Pietro di essere in partenza per Milano, avendo ricevuto un'informazione di garanzia dal pool di Di Pietro (che altro non è che una mossa di Arnaldi per vendicarsi di lui). A essere interessato alla vicenda è anche Luca Pastore: l'agente sa che Nobile è stato incastrarlo da un compagno di partito, manovrato dai Mainaghi. Così, organizza un incontro con l'esponente della DC. L'onorevole conferma i suoi sospetti: Nobile si è opposto all'acquisto di farmaci emo-derivati, sapendo che, in passato, una società del gruppo Mainaghi aveva messo sul mercato delle sacche di sangue infetto. Intanto, però, la Procura di Milano ha richiesto al Parlamento un'autorizzazione a procedere nei confronti dell'onorevole Nobile. Bosco si ritrova, allora a un bivio: vorrebbe salvare il suo mentore, ma sa anche che, essendo prevista una votazione palese, sarebbe un facile bersaglio dei suoi compagni di partito, che lo vogliono silurare.
Nel pieno della sua personalissima rincorsa alla verità, Luca riceve una telefonata dalla dottoressa Grandi, che gli comunica di aver richiesto un'aspettativa, dopo esser stata minacciata. L'amministratrice, tuttavia, rivela a Luca di aver scoperto che l'azienda ha intenzione di rimettere sul mercato sacche di sangue infetto, che si trovano nel magazzino della società controllata Zenit. Pastore si reca, allora, sul posto e le trova.
- Ascolti Italia: telespettatori 463 463[5]

## Episodio 10
- Diretto da: Giuseppe Gagliardi
- Scritto da: Alessandro Fabbri, Ludovica Rampoldi, Stefano Sardo

### Trama
Luca prezzola il custode del magazzino della Zenit; in questo modo, sarà avvertito al momento in cui le sacche saranno trasferite altrove. Pastore vuole, infatti, cogliere in flagranza di reato i Mainaghi. Nel frattempo, continua a registrare le conversazioni di Bibi, che ha iniziato una vera e propria relazione con Leonardo Notte. Il pubblicitario, peraltro, non passa un bel momento: è tormentato dalla paranoia che il suo tremendo segreto possa essere scoperto da un momento all'altro.
Gaetano Nobile, intanto, è convinto di avere dalla sua parte i voti necessari per esser salvato dall'inchiesta della Procura di Milano; il politico partenopeo conta anche sul voto di Pietro che, in realtà, è però molto combattuto. Veronica, nel frattempo, pare essersi convinta a tenere il bambino, anche se vorrebbe chiedere un consiglio alla sorella Giulia.
Chi ha ancor più bisogno di Giulia è Luca Pastore, che le chiede di scrivere un articolo che lasci intendere come la Zenit possa aver immesso sul mercato sangue infetto. La chiacchierata tra i due è, però, interrotta da una notizia: la morte di Vincenzo Balzamo.
Leo, in ufficio, consegna a Dell'Utri la videocassetta contenente le interviste agli uomini di Publitalia, che Notte e i suoi hanno montato ad arte, simulando uno spot politico.
Pietro, intanto, apprende che il mentore e amico Gaetano Nobile è stato incastrato da un collega di partito.
Con la morte di Balzamo (e i politici ben compatti a scaricargli addosso tutte le colpe del caso), Mani Pulite è giunta a un punto morto; così, Luca incontra Di Pietro in un bar, e gli chiede di esser ripreso nel pool, a patto di incastrare Craxi. Di Pietro accetta e Pastore gioca nuovamente la carta giornalistica: rivela a Giulia un falso scoop, secondo cui Di Pietro starebbe concentrando le sue indagini su Giacomo Mancini, ex segretario del PSI e da sempre rivale di Craxi.
Leo, intanto, si incontra con Dell'Utri. Quest'ultimo, adirato, gli chiede spiegazioni sul contenuto della cassetta, rimproverandolo per aver disobbedito ai suoi ordini e per aver mal utilizzato il budget a sua disposizione. Dell'Utri spiega a Leo di essere stato contattato dal direttore della banca, che gli ha rivelato come Leo stesse per prelevare il miliardo del conto, salvo poi ripensarci. Il capo di Publitalia, furioso con Leo per la sua inaffidabilità, lo licenzia.
Di Pietro, nel frattempo, si reca a casa di Luca, mostrandogli l'articolo di Giulia sulla possibile audizione di Mancini. Benché si tratti di un bluff, Mancini ha abboccato, chiedendo di essere sentito, alla presenza dei suoi avvocati, per rilasciare una dichiarazione spontanea. Di Pietro, intanto, è anche risalito ai contatti esistenti tra Mario Chiesa e Michele Mainaghi, che potrebbero incriminare il gruppo e aiutare Luca nell'indagine sulla sanità; così, il sostituto procuratore annuncia a Pastore che il giovane interrogherà Bibi.
Veronica incontra Giulia nei camerini della trasmissione Buona Domenica, apprendendo che la sorella sarà intervistata da Lorella Cuccarini (che è stata da sempre un personaggio di riferimento per la giovane) nello spazio della trasmissione dedicato all'informazione; il meritato successo raggiunto da Giulia rende Veronica visibilmente invidiosa, al punto che la giovane omette di chiedere alla sorella il consiglio sul tenere o no il bambino che porta in grembo.
Arriva il giorno della votazione. Pietro si schiera a favore della richiesta di autorizzazione a procedere nei confronti di Gaetano Nobile, scegliendo, così, di non compromettere la sua giovane carriera politica e la sua futura vita con Veronica. Nobile, però, ha fatto decisamente male i conti: la Camera non lo salva e, comunque, il voto di Bosco risulta ininfluente. Dopo aver ottenuto i complimenti di Bortolotti per l'esito della votazione, Pietro decide di comprare un anello per Veronica.
Bibi, intuito il pericolo, ha ordinato di distruggere le sacche di sangue in odore di trasferimento. Dopo esser stato bruciato sul tempo, Pastore interroga la ragazza, rivelandole di aver scoperto che è ricattata e offrendole la sua protezione. Bibi, tuttavia, mostra a Luca la cimice, dimostrando di aver scoperto come l'ex compagno l'abbia illegalmente registrata; la ragazza, dunque, lo sfida a utilizzare le intercettazioni, sapendo che, in tal caso, le indagini del pool rischierebbero di saltare.
Nella stanza adiacente, intanto, Di Pietro, Colombo e Davigo stanno sentendo Mancini, facendo leva sulla sua rivalità con Craxi per ottenere una dichiarazione che incastri il segretario del PSI. Pungolato dalle domande dei tre, Mancini ammette che Craxi non poteva non sapere dei finanziamenti illeciti al partito, e che la colpa non è certamente del solo Balzamo. In Procura si festeggia: gli uomini del pool hanno messo le mani su Bettino Craxi. Luca, complimentandosi con Di Pietro, gli chiede di non abbandonare l'indagine sulla sanità: il PM gli promette che ciò non avverrà.
Pietro, tornato a casa per dichiararsi a Veronica, la trova intenta a fare esercizi fisici: ammonendola dei possibili danni che potrebbero causare al bambino, apprende dalla ragazza che ha abortito. Accecato dalla rabbia, Pietro strangola Veronica, fermandosi prima che sia troppo tardi: la ragazza, terrorizzata, scappa via, ponendo fine alla loro relazione. Nel frattempo, i Carabinieri mettono sotto sequestro il cantiere dove i Mainaghi stavano costruendo una nuova clinica e dove, guarda caso, Leo aveva seppellito il cadavere di Rocco Venturi.
Nelle scene conclusive, lo stesso Leo cammina per la città con Bibi e riceve una chiamata che lo fa gioire; il pubblicitario promette alla giovane che sarà un 1993 fantastico, poi, i due, guardano un cartellone pubblicitario su cui vi è un neonato e la scritta: «Fozza, Itaja!».
- Ascolti Italia: telespettatori 422 958[5]